# Ielena Arjakova
Ielena Vladimirovna Arjakova (en russe : Елена Владимировна Аржакова), née le 8 septembre 1989 à Barnaoul, est une athlète russe, spécialiste des courses de demi-fond.

## Carrière
Elle remporte le titre du 1 500 m des Championnats d'Europe en salle 2011 de Paris-Bercy devant l'Espagnole Nuria Fernandez et sa compatriote Yekaterina Martynova, s'imposant en 4 min 13 s 78 au terme d'une course tactique. En juillet 2011, la Russe s'adjuge deux médailles d'or lors des Championnats d'Europe espoirs d'Ostrava : sur 800 m où elle améliore son record personnel en 1 min 59 s 41, et sur 1 500 m en 4 min 20 s 55.
Créditée de 1 min 58 s 28 sur 800 m puis de 4 min 0 s 82 sur 1 500 m en mai 2012 à Moscou, elle participe aux Championnats d'Europe d'Helsinki où elle remporte le titre du 800 m en 1 min 58 s 51, devançant largement la Britannique Lynsey Sharp et l'autre Russe Irina Maracheva.
Le 29 avril 2013, la Fédération russe d'athlétisme sanctionne Arjakova après avoir constaté un taux d'hémoglobine anormalement élevé dans son passeport biologique. Elle écope de deux ans de suspension, du 29 janvier 2013 au 28 janvier 2015. Tous ses résultats depuis le 12 juillet 2011 sont annulés, y compris son titre de championne d'Europe, en 2012.

## Palmarès
| Date | Compétition                    | Lieu     | Résultat | Epreuve |
| ---- | ------------------------------ | -------- | -------- | ------- |
| 2011 | Championnats d'Europe en salle | Paris    | 1re      | 1 500 m |
| 2011 | Championnats d'Europe espoirs  | Ostrava  | DSQ      | 800 m   |
| 2011 | Championnats d'Europe espoirs  | Ostrava  | DSQ      | 1 500 m |
| 2012 | Championnats du monde en salle | Istanbul | DSQ      | 1 500 m |
| 2012 | Championnats d'Europe          | Helsinki | DSQ      | 800 m   |
| 2012 | Jeux olympiques                | Londres  | DSQ      | 800 m   |

## Records
| Épreuve | Épreuve   | Performance   | Lieu   | Date            |
| ------- | --------- | ------------- | ------ | --------------- |
| 800 m   | Plein air | 1 min 59 s 56 | Yerino | 25 juin 2011    |
| 800 m   | Salle     | 1 min 59 s 35 | Moscou | 17 février 2011 |
| 1 500 m | Plein air | 4 min 08 s 05 | Yerino | 31 juillet 2010 |
| 1 500 m | Salle     | 4 min 08 s 81 | Moscou | 18 février 2011 |